# Mlalo
Mlalo ist eine Ortschaft in den Usambara-Bergen in Tansania. Sie liegt in Lushoto, einem der sieben Distrikte der Tanga-Region in Tansania. Mlalo wird auch die ganze vom Oberlauf des Umba durchflossene Landschaft genannt.

## Geographische Lage
Mlalo liegt rund 400 Kilometer östlich der tansanischen Hauptstadt Dodoma in Schutzlage auf einem ca. 1450 m hohen, steilen Bergkegel über dem Umba. Zur Zeit von Deutsch-Ostafrika trug der Ort zwischen 1885 und 1918 den deutschen Namen Hohenfriedeberg.

## Sehenswürdigkeiten
- Missionsstation Mlalo, gegründet 1891 von Betheler Missionaren. Kirche der Missionsstation Mlalo

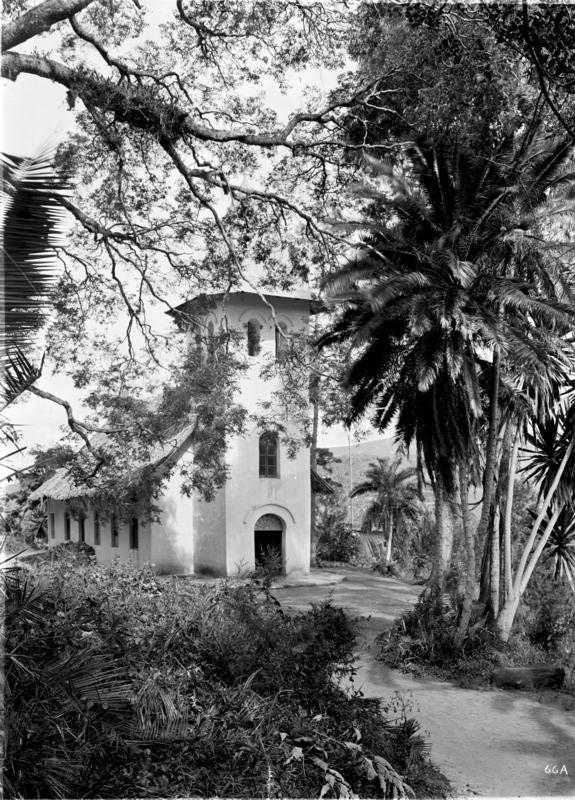
Kirche der Missionsstation Mlalo